# Tác động của du lịch

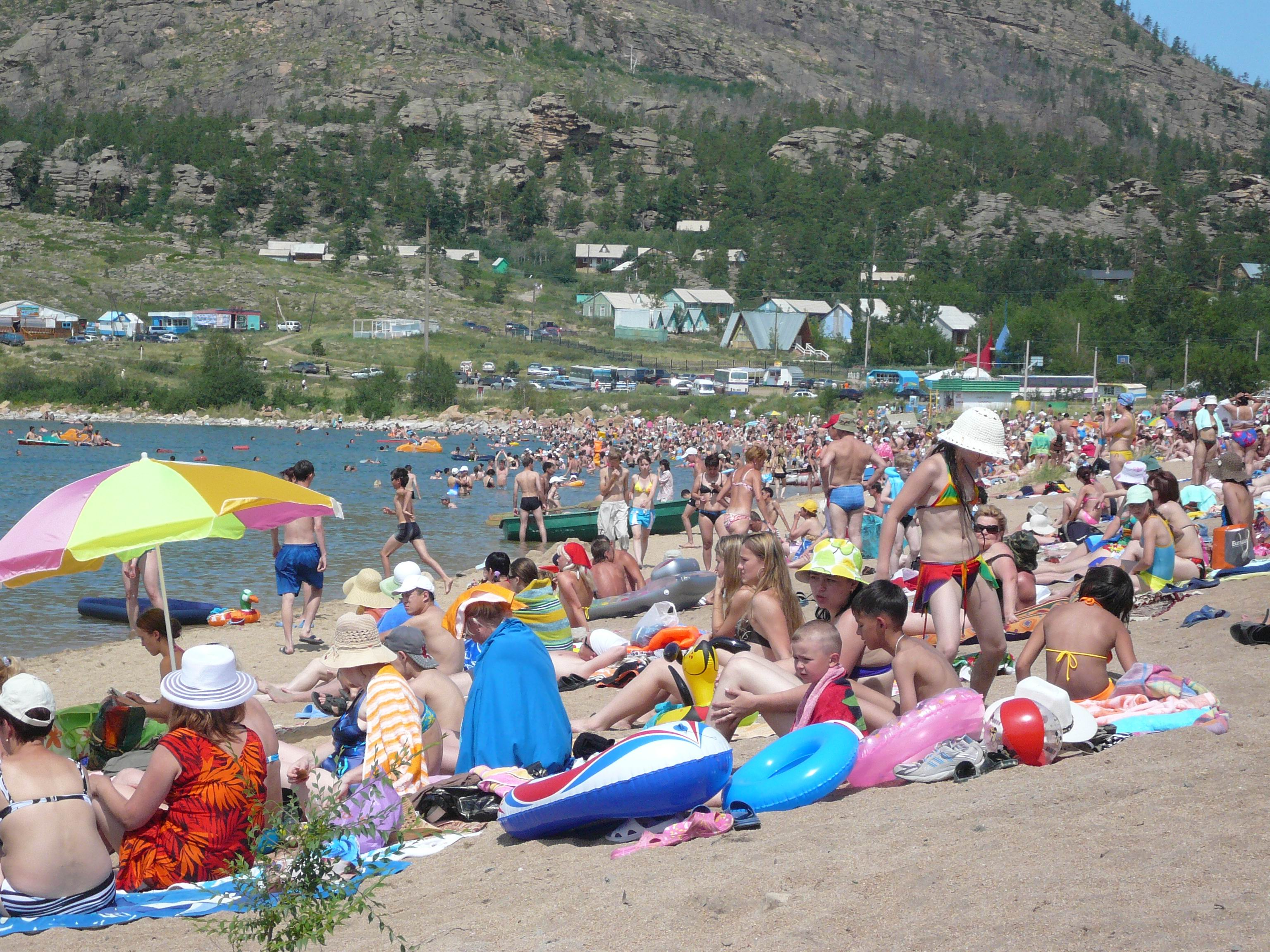
Du khách đông nghẹt ở bãi biển Dzhasybay gây ra áp lực về môi trường và xử lý chất thải

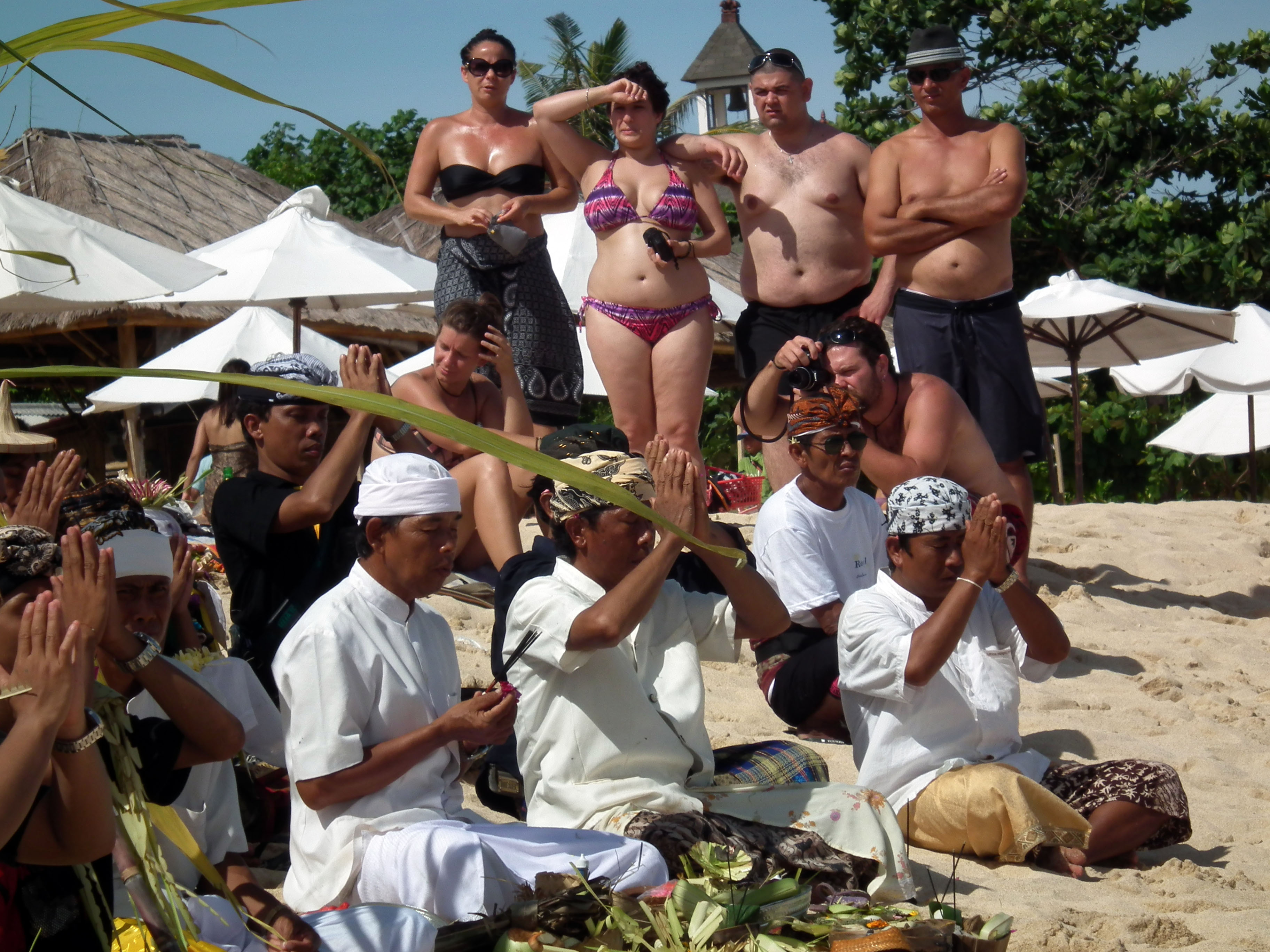
Du khách châu Âu tại Bali trong trang phục tắm biển đang xem một nghi lễ tín ngưỡng địa phương

Tác động của du lịch (Impacts of tourism) chỉ về sự ảnh hưởng tác động của du lịch đến các yếu tố thiên nhiên, xã hội và cá nhân trên nhiều phương diện và khía cạnh. Du lịch tác động đến các điểm đến du lịch theo cả cách tích cực và tiêu cực, bao gồm các khía cạnh kinh tế, văn hóa xã hội và môi trường. Các lĩnh vực tác động du lịch được mô tả theo truyền thống là kinh tế, văn hóa xã hội và môi trường. Khoảng 1,4 tỷ người đã đến thăm một quốc gia khác vào năm 2019, với chi tiêu của khách du lịch đóng góp khoảng 1,45 nghìn tỷ USD cho nền kinh tế toàn cầu. Châu Âu cho đến nay là khu vực xuất phát và điểm đến chủ yếu của khách du lịch, chiếm 51% lượng khách đến và 48% khách du lịch vào năm 2019.

## Đại cương
Các tác động về mặt kinh tế của du lịch được ghi nhận bao gồm cải thiện doanh thu thuế, tăng thu nhập cá nhân, nâng cao mức sống và tạo thêm cơ hội việc làm. Các tác động văn hóa xã hội có liên quan đến sự tương tác giữa những người có nền tảng văn hóa, thái độ và hành vi khác nhau cũng như các mối quan hệ với của cải vật chất. Các tác động môi trường có thể được phân loại thành các tác động trực tiếp bao gồm suy thoái môi trường sống, suy thoái thảm thực vật, ảnh hưởng xấu đến chất lượng không khí, nguồn nước, mực nước ngầm, động vật hoang dã và những thay đổi trong hiện tượng tự nhiên và các tác động gián tiếp, chẳng hạn như tăng khai thác tài nguyên thiên nhiên để cung cấp thực phẩm từ đó ảnh hưởng gián tiếp đến nguồn nước, ngoài ra còn gây ô nhiễm không khí và nước (bao gồm từ các chuyến bay, vận chuyển và sản xuất thực phẩm và đồ lưu niệm cho khách du lịch).
Du lịch cũng có những tác động tích cực và tiêu cực đến sức khỏe của người dân địa phương (nguồn lây lan các bệnh truyền nhiễm). Các tác động tiêu cực ngắn hạn của du lịch đối với sức khỏe của người dân có liên quan đến mật độ khách du lịch, nguy cơ lây lan dịch bệnh, tai nạn giao thông, mức độ tội phạm cao hơn, cũng như tắc nghẽn giao thông, tình trạng đông đúc và các yếu tố gây căng thẳng và ngột ngạt khác. Ngoài ra, cư dân có thể cảm thấy lo lắng và trầm cảm liên quan đến nhận thức rủi ro của họ về tỷ lệ tử vong, mất an ninh lương thực, tiếp xúc với khách du lịch bị nhiễm bệnh, chứng kiến, tiêm nhiễm các hành vi, nói năng, ăn bận khác lạ của du khách, mà có thể gây tế nhị, phản cảm, điều này có thể dẫn đến kết quả tiêu cực về sức khỏe tâm thần. Đồng thời, có những tác động tích cực lâu dài của du lịch đối với kết quả sức khỏe và hạnh phúc của cư dân thông qua việc cải thiện khả năng tiếp cận dịch vụ chăm sóc sức khỏe với những cảm xúc tích cực, sự mới lạ và các tương tác xã hội, các kinh nghiệm, trải nghiệm sống. 
Điểm đến du lịch được hưởng lợi từ những tác động tích cực, nếu có những cải thiện đối với môi trường tự nhiên, công viên quốc gia, hoặc cơ sở hạ tầng nhân tạo, nhà máy xử lý chất thải. Du lịch cung cấp các kích thích kinh tế để cho phép đa dạng hóa việc làm và tiềm năng thu nhập, và phát triển các nguồn lực trong cộng đồng. Cải thiện cơ sở hạ tầng và dịch vụ có thể mang lại lợi ích thiết thực cho cả người dân địa phương và khách du lịch Trong khi đó, du lịch di sản tập trung vào lịch sử địa phương hoặc các sự kiện lịch sử xảy ra trong khu vực và có xu hướng thúc đẩy giáo dục. Ảnh hưởng tích cực của du lịch bắt đầu khi có sự gia tăng cơ hội việc làm cho người dân địa phương khi ngành du lịch trở nên phát triển hơn. Ngoài ra còn có sự gia tăng thu nhập bình quân lan rộng khắp cộng đồng khi du lịch được đầu tư trên diện rộng tạo cơ hội cho sự tham gia của cư dân xa gần trong vùng và ngoài vùng.